# 信州路
信州路，元朝时设置的路。
至元十四年（1277年）升信州置，属江浙行省。治所、辖境同信州。二十九年以所属铅山县为州，直隶江浙行省，辖境缩小。至正二十年（1360年），朱元璋改为广信府。 